# Dissonância pós-decisão
Dissonância pós-decisão é um tipo de dissonância cognitiva que ocorre em situações onde um indivíduo precisa fazer uma escolha entre duas alternativas igualmente desejáveis. Este tipo de situação gera um estado de conflito que produz desconforto que não é simplesmente solucionado apenas fazendo-se a escolha. Pois, em teoria, as duas opções ainda permaneceriam igualmente valorizadas pelo indivíduo após a escolha, perpetuando o estado de conflito. No entanto, o indivíduo resolve este problema alterando o valor atribuído a cada opção após a sua decisão, dando maior peso a opção escolhida enquanto diminui o valor atribuído a alternativa rejeitada pós-decisão.

## Origem
Este fenômeno psicológico foi inicialmente descrito pelo psicólogo Jack Brehm em um artigo de 1956. Brehm desenvolveu um experimento que ficou conhecido como o paradigma da livre escolha, onde mulheres eram apresentadas a vários utensílios de uso doméstico e após isso lhes era questionado quais eram os mais desejáveis. Após refletirem e manifestarem seus desejos, Brehm selecionava dois itens aos quais as participantes haviam dado igual peso, e lhes era prometido que poderiam levar um deles para casa após considerarem qual se encaixava como a escolha ideal. Após longa reflexão, as mulheres escolhiam um dos itens, e então, Brehm pediu a elas que reavaliassem o valor dado a cada um dos dois itens, e as mulheres tendiam a aumentar o valor inicialmente dado ao item escolhido enquanto baixavam o valor atribuído ao item rejeitado pós-decisão.

## Discussão
Um estudo de 2010 questionou o paradigma da livre escolha como um método válido para apontar dissonância cognitiva. Os autores argumentam que o fato das pessoas mudarem a sua classificação em relação as opções disponíveis pós-escolha não implica necessariamente que suas atitudes tenham mudado também. Que existem outras razões para um participante de um experimento manifeste classificações diferentes pós-escolha, tal como indiferença em relação as opções disponíveis ou apenas a relevação de escolhas preexistentes. No entanto, estudos subsequentes utilizando imagem por ressonância magnética e escolhas as cegas confirmaram a existência do fenômeno.
A literatura científica sobre este fenômeno é extensa, e experimentos como esses foram replicados diversas vezes, com humanos adultos, crianças, macacos e inclusive com pacientes amnésicos, que se quer se lembravam de qual opção haviam escolhido. Indicando que este processo é automático e não depende necessariamente da memória explicita e também que está associado a mecanismos cerebrais mais antigos na escala evolutiva, não dependendo de mecanismos altamente evoluídos.